# Іван Брюховецький
Іва́н Брюхове́цький (1623 (місце народження невідоме) — 17 червня 1668, Опішня) — український військовий, політичний і державний діяч, дипломат. Гетьман Війська Запорозького, голова козацької держави на Лівобережній Україні (1663—1668).

## Життєпис
Син Мартина Брюховецького. Походив з Полтавщини. За твердженнями Мирона Кордуби, родовід був невідомим, його суперники Яким Сомко, Василь Золотаренко закидали І. Брюховецькому польське походження. Змінив обряд на православний після приєднання до козаків. 1650 року був записаний до Чигиринської сотні. Представників роду Брюховецьких не згадано в гербівнику Каспера Несецького.
Під час Хмельниччини був наближеним гетьмана Богдана Хмельницького, обіймав посаду старшого джури. 1656 року відвідав Трансильванію в складі козацького посольства для укладання військового союзу. Займався вихованням Юрія Хмельницького, 1657 року супроводжував його на навчання до Києво-Могилянської колегії.
Після обрання новим гетьманом Івана Виговського відряджений з дорученням до Варшави. Весною 1659 року полишив службу і виїхав на Запорозьку Січ, де, за дорученням Хмельниченка, розгорнув агітацію супроти клану Виговського. Восени обраний запорозьким кошовим отаманом. З 1661 року став іменуватися кошовим гетьманом. 1662 розпочав боротьбу за посаду голови Гетьманщини у чому, через спільні інтереси, був підтриманий Іваном Сірком:
Також заручився підтримкою московського царя Олексія I, його військової адміністрації в Україні та місцеблюстителя Київської митрополії єпископа Методія. Виступив з популістськими ідеями соціальної рівності й обмеження впливу козацької старшини. Завоював голоси рядових козаків та суспільних низів. 1663 року був обраний гетьманом на Чорній раді, після якої стратив своїх опонентів — Якима Сомка і Василя Золотаренка. Встановив гетьманську резиденцію в Гадячі. Всупереч передвиборним обіцянкам провів реформи, скеровані на централізацію управління і посилення гетьманської влади.
У 1664—1665 роках безуспішно намагався підкорити правобережні козацькі полки під проводом Павла Тетері і Петра Дорошенка. Для стримування внутрішньої опозиції активно використовував царський уряд. 1665 року першим з гетьманів відвідав Москву, де підписав Московські статті, що сильно обмежували самоврядування Гетьманщини. Виконання цих статей в козацькій Україні спричинило різке падіння авторитету гетьмана. Негативно оцінив підписане між Річчю Посполитою і Московією Андрусівське перемир'я, яке розділило козацьку державу по Дніпру.
У січні 1668 року відкрито порвав із Московським царством, закликав до об'єднання із Правобережжям і вислав до Османської імперії посольство, з проханням прийняти козаків під протекцію султана Мехмеда IV. Тоді ж уклав союз із Кримським ханством і, спільно з кримськими татарами, виступив проти московської армії Григорія Ромодановського. 7 (17) червня 1668 року біля Диканьки зустрівся з правобережним гетьманом Петром Дорошенком для проведення спільної військової ради. Замість перемовин, попри спроби захисту з боку особистої охорони, був підступно схоплений та страчений за наказом останнього. Оскільки значна частина козаків, з обох таборів, опісля інциденту виявляли намір порішити нового гетьмана, той, намагаючись якось залагодити справу, організував Брюховецькому поховання з почестями в гадяцькій Богоявленській церкві.

## Біографія

### Джура Хмельницького
Іван Брюховецький народився біля Диканьки на Полтавщині. Дмитро Дорошенко називає його «не натуральним русином». Яким Сомко взагалі називав Брюховецького поляком.
Вперше він згадується в реєстрі Чигиринської сотні. Був старшим джурою (конюшим) у резиденції Богдана Хмельницького та виконував деякі дипломатичні доручення гетьмана. У 1659 р. Брюховецький під час гетьманських виборів їздив на Запорожжя, щоб схилити запорожців підтримати кандидатуру Юрія Хмельницького. Незабаром Юрій став гетьманом, але Брюховецький покинув його. Він розумів, що молодий і безталанний новий гетьман не допоможе йому досягти високого чину. Залишившись на Запорізькій Січі, Брюховецький був обраний кошовим отаманом, а згодом і «кошовим гетьманом» (1659–1663).
Тим часом Іван Виговський пішов проти московського царя, відновив Гадяцьку угоду 1659 року, за якою Україна була, як і раніше, частиною Речі Посполитої. Цей вчинок викликав невдоволення лівобережних полків, і вони відмовилися слухати Юрія, заявивши, що хочуть мати нового гетьмана, вірного цареві. 1663 року цар видав указ про вибори нового гетьмана.

### Гетьман

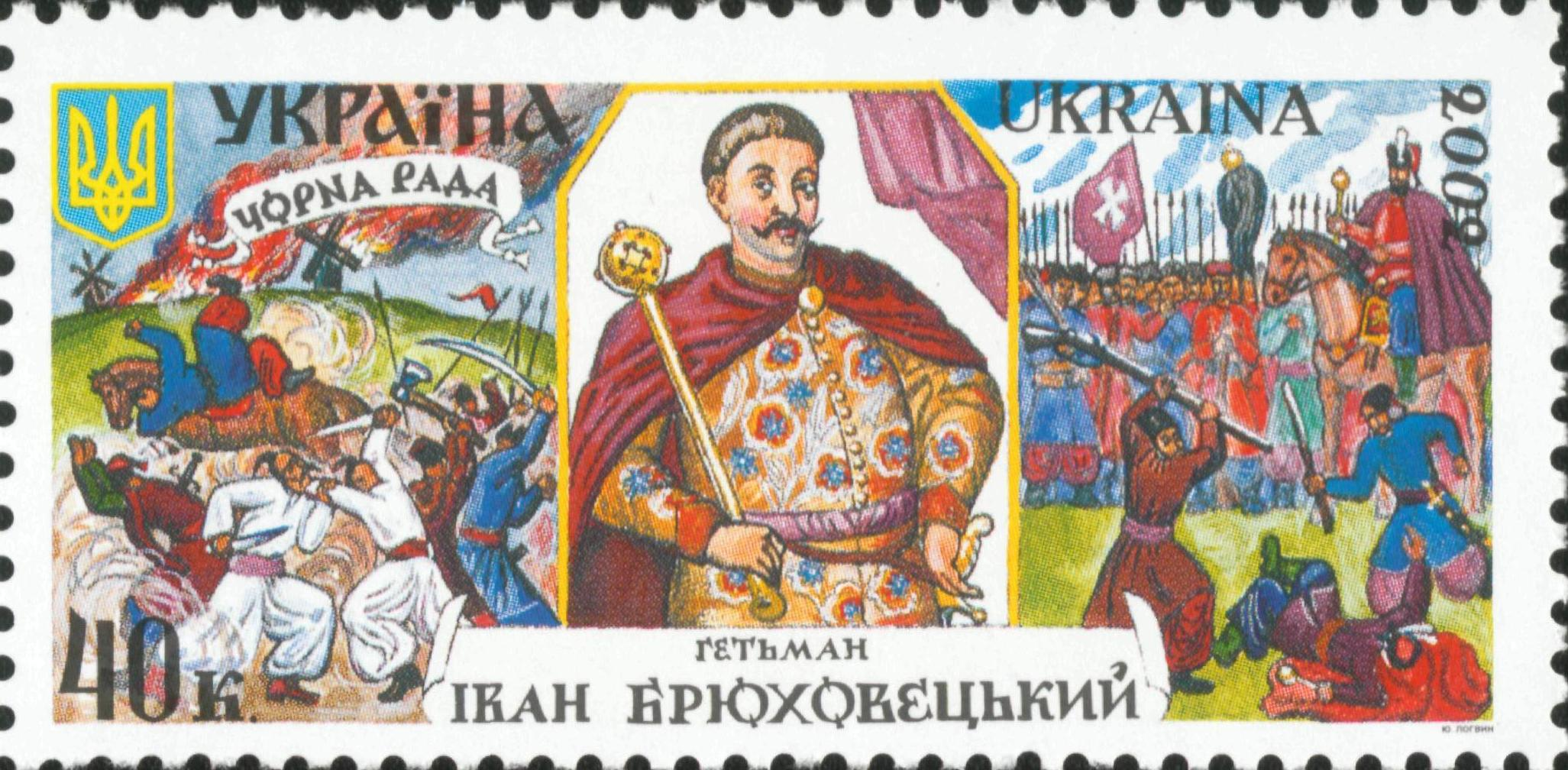
Іван Брюховецький на українській марці. Ліворуч — Чорна рада 1663 року

Іван Брюховецький, будучи вмілим оратором, висунувши соціальні лозунги (зменшити податки, обмежити старшинське землеволодіння), став кандидатом на гетьманство. У червні 1663 р. у Ніжині на Чорній раді, участь у якій брали не тільки козаки, але й усі інші стани держави, за присутності московського війська на чолі з Данилом Великогагіним Івана Брюховецького було обрано гетьманом Лівобережної України.
На першій раді запорожці, забивши чимало сомківців і пограбувавши старшин та московських посланців, відібрали регалії у Сомка, настановивши гетьманом Брюховецького. Проте оскільки подібне «голосування» не було визнано царським посланцем, невдовзі відбулися перевибори, на котрих Брюховецького додатково підтримала частина «сомківців».
Інших претендентів на гетьманську булаву (Яким Сомко, Василь Золотаренко) та їхніх прихильників — полковників Оникія Силича, Стефана Шамрицького, Опанаса Щуровського — було заарештовано на місці й невдовзі страчено у Борзні. До Сибіру потрапили генеральний писар Мелетій Вуяхевич-Височинський, полковники Семен Третяк, Матяш Папкевич, Дмитро Чернявський та інша старшина.
Після обрання Брюховецький створив чотири нові полки: Стародубський, Сосницький, Зіньківський та Глухівський. Столицею лівобережного гетьманату стало місто Гадяч.
Три роки Іван Брюховецький провів у війнах з поляками та правобережним гетьманом Павлом Тетерею. У 1663–1664 рр. козаки відбили останню спробу поляків захопити Лівобережжя. Король Ян II Казимир із великими силами оточив Глухів, але у битві біля Пирогівки зазнав поразки від козаків і московських військ. Спроби Брюховецького скорити собі Правобережжя зазнали невдачі, хоча він на якийсь час захопив Канів, Черкаси й Білу Церкву. Іван Брюховецький спустошував й інші міста, але взяти Чигирин йому не вдалося, і під натиском козаків Тетері та поляків він відступив за Дніпро.

#### Московські статті
Тим часом Іван Брюховецький не виправдав сподівань українського народу в проведенні внутрішньої політики, розв'язанні соціальних питань. Відразу після обрання гетьманом, Брюховецький уклав з Московською державою Батуринські статті 1663 р., які надавали Москві більше влади, ніж це було встановлено Переяславськими статтями.
У вересні 1665 р. разом із багатьма іншими полковниками він прибув до Москви (вперше для українських гетьманів), де їх шанобливо зустріли.
У грудні 1665 р. Іван Брюховецький підписав Московські статті, які значно обмеживши державні права Гетьманщини, посилили її адміністративну і фінансову залежність від Московського царства.
Там же гетьман одружився з дочкою московського боярина, сам одержав боярське звання, як і полковники, що його супроводжували. Тепер він підписувався так: «Вашего царского пресвитлого величества благодетеля мого милостивого боярин й гетман верного войска вашего царского вирньїй холоп й найнижший подножок пресвитлого престола, пресвитлого величества запорозкого Ивашка Брюховецкий» . У володіння Брюховецькому було передано Шептаківську волость на Чернігівщині.
На початку 1666 р. Брюховецький повернувся в Україну, де за допомогою генерального підскарбія Романа Ракушки-Романовського реформував фінансові справи держави.
Того ж року дружина втратила дитину, через що зокрема місцеві повитухи були звинувачені у відьомстві. Під час кампанії «полювання на відьом» п'ятьох гадяччянок, разом з дружиною місцевого полковника Семена Остренка, згідно звичаїв, було спалено. Невдовзі, під час покарання розкроївши у двох місцях голову, позбавляє уряду та засилає до московської в'язниці генерального суддю Юрія Незамая.
Дуже скоро промосковська політика Івана Брюховецького принесла важкі наслідки для України. Майже у всіх великих українських містах розмістилися московські гарнізони, значно розширилися права царських воєвод, які зосередили в своїх руках ряд військових і фінансових функцій (наприклад збирання податків в царську казну, заготівля хліба для утримання московських військ, грошові збори з українських купців тощо).
У 1666 р. було проведено майновий перепис населення Лівобережної України для визначення розмірів оподаткування. Все це викликало величезне незадоволення українського населення московською адміністрацією і особливо гетьманом, який призвів до її появи в Україні. Навіть та частина православного духовенства, яка підтримувала раніше промосковську орієнтацію гетьманів, відкрито запротестувала проти зростання московського впливу. Становище Брюховецького та його прибічників ставало небезпечним.

#### Андрусівське перемир'я
Андрусівське перемир'я 1667 р., підступно укладене в обхід України, юридично оформило факт, розкол Гетьманщини на дві частини по Дніпру. Цим актом Москва остаточно перекреслила свої зобов'язання, передбачені Переяславською угодою 1654 р. та Березневими статтями 1654 року. У містах Лівобережжя відбулися великі виступи проти московських залог, спричинені загальним обуренням діяльністю московсько-боярської адміністрації в Україні.
Відтоді Брюховецький вирішив очолити народне повстання супроти московських управителів, закликавши на допомогу запорожців і Дорошенка. Останній, у разі подібного збройного виступу, погодився відмовитися від булави на користь Брюховецького. Також на його бік стала церква очолювана Методієм. Скориставшись заворушеннями на Дону, лівобережний гетьман надіслав відозву донцям:
У січні 1668 р. на старшинській раді в Гадячі Брюховецький висловився за ліквідацію московської влади в Гетьманщині та перехід України під османський протекторат. Рада прийняла цю пропозицію. Одночасно Брюховецький вступив у переговори з Петром Дорошенком та вислав посольство у складі полковника лубенського Григорія Гамалії, генерального обозного Івана Безпалого і канцеляриста Кашперовича до Стамбулу.
Московські гарнізони, перелякані цим повстанням, справді у багатьох місцях добровільно йшли з України. Тільки в Києві і Чернігові утримались московські загони. На весну Брюховецький готувався до війни з московським військом на чолі з боярином Григорієм Ромодановським, яке вирушило через кордон для об'єднання військ посланців.

### Загибель
7 (17) червня 1668 року на Сербиному полі поблизу Диканьки Брюховецький мав зустрітися з правобережним гетьманом Петром Дорошенком для спільної військової ради. Замість перемовин Брюховецького, після сутички з його особистою охороною, схопили козаки на чолі з сотником брацлавським. Гетьмана доправили до табору Дорошенка. Там прикували ланцюгами до гармати і стратили за наказом Петра Дорошенка.
Значна частина козаків з обох таборів була шокована вбивством. Вони виявляли намір убити гетьмана Дорошенка  Тому він, в оточенні найближчої охорони і старшин, був змушений до ранку переночувати на краю власного обозу. А після того хутко зник. Кількох «дорошенківців» напередодні убили козаки полковника Івана Чугуя. Згодом, не дочекавшись підтримки загалу щодо усунення Петра Дорошенка, запорожці полишили гетьманське військо і згодом збройно виступили проти Дорошенка на чолі з Петром Суховієм.
Незабаром, намагаючись якось залагодити справу, Дорошенко організував Брюховецькому поховання з почестями в гадяцькій Богоявленській церкві. Перепоховано прах гетьмана в Успенській церкві села Лютенька (родинні усипальниці гадяцького полковника Михайла Бороховича).
На могильній плиті Брюховецького була викарбувана епітафія, складена чернігівським архієпископом Лазарем (Барановичем):
Прошу всіх посполу, в земном лежа долу,

Не стався суворо, то дай мі слово:

«Вічна йому буди пам'ять от всіх людій.»

## Сім'я
- Дружина: княжна Долгорукова Дарія Дмитрівна
- Дружина: Дарина Ісканська (в сучасних дослідженнях вважається першою, єдиною дружиною[15])
- Діти: NN Брюховецька вийшла заміж за гетьманича Григорія Самойловича

## Оцінки
Частина істориків (у тому числі й Михайло Грушевський) схильні бачити в Іванові Брюховецькому владолюбну людину, яка заради гетьманської посади певний час зневажала інтересами народу, дозволивши поглибити підлеглість Москві навіть у внутрішніх, повсякденних питаннях.
На думку історика Наталі Яковенко гетьман Брюховецький був вправним демагогом і майстром впливати на юрбу. Він набув собі авторитет серед січової сіроми шляхом закликів до боротьби зі старшинами. Після Чорної ради, гетьман провів першу в історії Гетьманщини тотальну люстрацію, яка зміцнила промосковську орієнтацію Лівобережжя. Яковенко вважає, що Московські статті, підписані Брюховецьким, були ганебними, оскільки зводили автономію Козацької держави до символічного мінімуму. Саме ці статті стали причиною падіння гетьманського режиму.
У той же час антиросійський виступ Лівобережжя, ініційований Іваном Брюховецьким, змусив царську владу відмовитися від далекосяжних обмежень суверенітету Гетьманату і в Глухівському договорі з урядом Дем'яна Ігнатовича поновити положення, що закріплювали адміністративну автономію Війська Запорозького.
На честь Брюховецького на Запорозькій Січі було названо курінь. Після переселення нащадків запорожців на Кубань, він був перейменований на станицю Брюховецька.
2002 року в українському фільмі «Чорна рада», знятому за мотивами однойменного роману Пантелеймона Куліша, роль Івана Брюховецького зіграв український актор Богдан Ступка.

## Вшанування пам'яті
У місті Кривий Ріг вулицю Якушкіна перейменували на вулицю Івана Брюховецького.